# Сант'Антонио (Империја)
Сант'Антонио је насеље у Италији у округу Империја, региону Лигурија.
Према процени из 2011. у насељу је живело 117 становника. Насеље се налази на надморској висини од 369 м.